# Kanal Ri
Kanal Ri je županijska televizija koja svoj program emitira od 3. prosinca 1999. godine. Na početku emitiranja Kanal Ri je emitirao na 36. kanalu UHF-a, za šire područje grada Rijeke i okolice.
Smješten je u samom središtu grada, iza gradskog Korza, u prostoru zgrade nekadašnjeg Municipija (poznate i kao stare Vijećnice).
Sredinom siječnja 2003. počeo je s emitiranjem na višoj koncesijskoj razini, Sa svojih novih odašiljača na Učki, Trsatu, Cresu, Martinšćici, Osoru, Rabu, Malome Lošinju i Grobniku, program Kanala Ri može pratiti više od pola mlijuna potencijalnih gledatelja, od Mošćeničke Drage, pa sve do Zadra, tako i s područja Istre, te otoka Krka, Cresa, Lošinja i Raba, te većeg dijela otoka Paga. S novim odašiljačima pokrivena je Primorsko-goranska te dijelovi Istarske i Ličko-senjske županije.
Kanal RI, i ako do nedavno gradska televizija radio je i programe zahtjevne produkcije kao što su izravni prijenos Riječkog karnevala, jedriličarsku regatu "Fiumanka", Atletskog mitinga, Melodije Kvarnera i slične.
Glavni i odgovorni urednik je Igor Rivetti.

## Vanjske poveznice
- Službene stranice Kanala Ri